# Яришівка (Тульчинський район)
Яри́шівка  — село в Україні, у Томашпільській селищній громаді Тульчинського району Вінницької області. Розташоване на схилах південно-східного Поділля і берегах річки Русалки. Перша згадка — початок XVI століття.

## Походження назви
Село Яришівка знаходиться в межах Подільської височини, що характеризується великою погорбованістю поверхні. За легендою це стало основою для отримання назви села, яке знаходиться на склоні трьох ярів. Перший (Липівський яр) відділяє Яришівку від Липівки, другий (колгоспна гора) ділить село на дві частини, третій (окописько) відділяє Яришівку від Томашполя. Зі сторони села видніється прекрасний вид на прилеглі території, зокрема районний центр і цукрозавод.

## Історія
7 (20) листопада 1917 року, відповідно до Третього Універсалу Української Центральної Ради, увійшло до складу Української Народної Республіки.
12 червня 2020 року, відповідно до Розпорядження Кабінету Міністрів України від  № 707-р «Про визначення адміністративних центрів та затвердження територій територіальних громад Вінницької області», увійшло до складу Томашпільської селищної громади.
19 липня 2020 року, в результаті адміністративно-територіальної реформи та ліквідації  Томашпільського району, увійшло до складу новоутвореного Тульчинського району.

## Населення

### Мова
Розподіл населення за рідною мовою за даними перепису 2001 року:
| Мова       | Кількість | Відсоток |
| ---------- | --------- | -------- |
| українська | 1567      | 98.86%   |
| російська  | 13        | 0.82%    |
| румунська  | 4         | 0.25%    |
| болгарська | 1         | 0.07%    |
| Усього     | 1585      | 100%     |

## Мікрорайони
Територію села умовно можна поділити на п'ять мікрорайонів: Підзаводдя, Вигода, Клин, Окописько та Ксьондзівка. Також, до території села відносять ПМК, це не велике поселення у напрямку Ямполя (1 км), де колись був цегельний завод.

## Фізико-географічна характеристика
Селище та його околиці знаходяться у смузі лісостепу, в межах Волинсько-Подільського кристалічного масиву, що характерно для покладів глин, вапняків та закаменілостей. 
На пагорбі, який дістав назву «окописько» розміщене стародавнє єврейське кладовище, про яке лише нагадує напіврозвалені оздоблені кам'яні могили. По іншій стороні яру розміщене єврейське кладовище, могили датуються 1928—1994 року. А також братська могила, де під час Другої світової війни було розстріляно 350 мешканців села.
Через територію села протікає річка Русалка, яка в подальшому впадає річку Русаву.

### Клімат
Клімат помірно континентальний, із короткою і м'якою зимою з частими відлигами, літо тривале і тепле 

## Транспорт
Селище є передмістям районного центру — Томашпіль звідки відправляються автобусні сполучення в напрямку Вінниця, Київ, Умань, Тульчин, Ямпіль, Мигилів-Подільський, Вапнярка тощо. Найближча залізнична станція — Вапнярка, найбільша станція південної Вінниччини. Звідси курсують приміські електропоїзди до Одеси, Жмеринки, Христинівки, поїзди далекого сполучення до Києва, Миколаєва, Львова, Черкас, Кременчука, Ковеля, Ужгорода тощо.

## Економіка
Економіка регіону представлена передусім галузями сільськогосподарської промисловості, сфери торгівлі та індивідуального підприємництва.
Основні підприємства селища: Томашпільський райавтодор, філія дочп Вінницький облавтодор ПП «МІК-АГРО», Агроторговий дім Надія, Приватне виробничо-торговельне підприємство «Промінь», РАЙАГРОПРОМЕНЕРГО, райагрохім, Сільськогосподарські ТОВ Липівка, Балдинюк В. В. ПП, Політанська С. І. ПП, тощо. 
Значна кількість населення вирощує ВРХ, ДРХ, різні види пернатих, також практично кожен вирощує продукцію рослинництва, деякі садівництва.
Багато вихідців села періодично або постійно їздять працювати в інші регіони України, а також за кордон, зокрема Польща, Італія, Чехія та тощо. Феномен «трудового туризму», дуже розповсюджений серед українських сіл та містечок.

## Сільська рада та соціальні заклади
Яришівка не має власної сільської ради, вона прикріплена до Липівської сільської ради. Голова Скрипник. Із медичної інфраструктури є фельдшерсько-акушерський пунк. Також із інфраструктури розміщений клуб.